# Soesiladeepakius
Genre
Soesiladeepakius est un genre d'araignées aranéomorphes de la famille des Salticidae.

## Distribution
Les espèces de ce genre se rencontrent au Brésil et au Suriname.

## Liste des espèces
Selon World Spider Catalog (version 18.0, 19/05/2017) :
- Soesiladeepakius arthrostylus Ruiz & Maddison, 2012
- Soesiladeepakius aschnae Makhan, 2007
- Soesiladeepakius biarmatus Ruiz & Maddison, 2012
- Soesiladeepakius gasnieri Ruiz & Maddison, 2012
- Soesiladeepakius lyra Ruiz & Maddison, 2012
- Soesiladeepakius retroversus Ruiz & Maddison, 2012
- Soesiladeepakius uncinatus Ruiz & Maddison, 2012

## Publication originale
- Makhan, 2007 : Soesiladeepakius aschnae gen. et sp. nov. and Soesilarishius amrishi gen. et sp. nov. from Suriname (Araneae: Salticidae). Calodema Supplementary Paper, no 60, p. 1-8 (texte intégral).